# أنديرس بنغتسون
أنديرس بنغتسون (بالسويدية: Anders Bengtsson)‏ هو سياسي سويدي، ولد في 1968. حزبياً، نشط في حزب العمال الديمقراطي الاشتراكي السويدي. وقد انتخب عضو البرلمان السويدي ‏.